# 十六正士
十六正士，即佛教著名的十六位在家菩薩，出自《大乘無量壽莊嚴清淨平等覺經》，他們是賢護菩薩、善思惟菩薩、慧辯才菩薩、觀無住菩薩、神通華菩薩、光英菩薩、寶幢菩薩、智上菩薩、寂根菩薩、信慧菩薩、願慧菩薩、香象菩薩、寶英菩薩、中住菩薩、制行菩薩、解脫菩薩。
「正士」者，《度世經》曰：開士、大士、聖士、力士、正士等。皆菩薩之異稱。又《甄解》云：「『正』謂正道，『士』謂士夫。在家之稱。此等大士，外現凡形，內深達正道故，居家名為正士。」又《會疏》曰：「十六正士者，《文殊師利嚴淨經》言：『菩薩八萬四千及十六正士』。則明知正士之名，云居家菩薩。『正』謂正道，『士』謂居士。此等大士，雖葆光和塵，久出於邪道，深達於正法，故云正士也。」準上可知，正士者，即在家菩薩。
又十六者，密宗以十六數，表圓滿無盡。《出生義》云：「厥有河沙塵海數量，舉十六位焉；亦塵沙之數不出於此矣。」
「賢護」等十六正士，常見經論。《勝思惟梵天經》及《思益經》，列十六名。《智度論》標十六，但僅列六名。論曰：「善守（即賢護）等十六菩薩是居家菩薩。」下列五名，茲不俱引。《思益經》云：「若眾生聞名者，畢竟得三菩提，故云善守。」